# Kąkolewo (Grodzisk Wielkopolski)

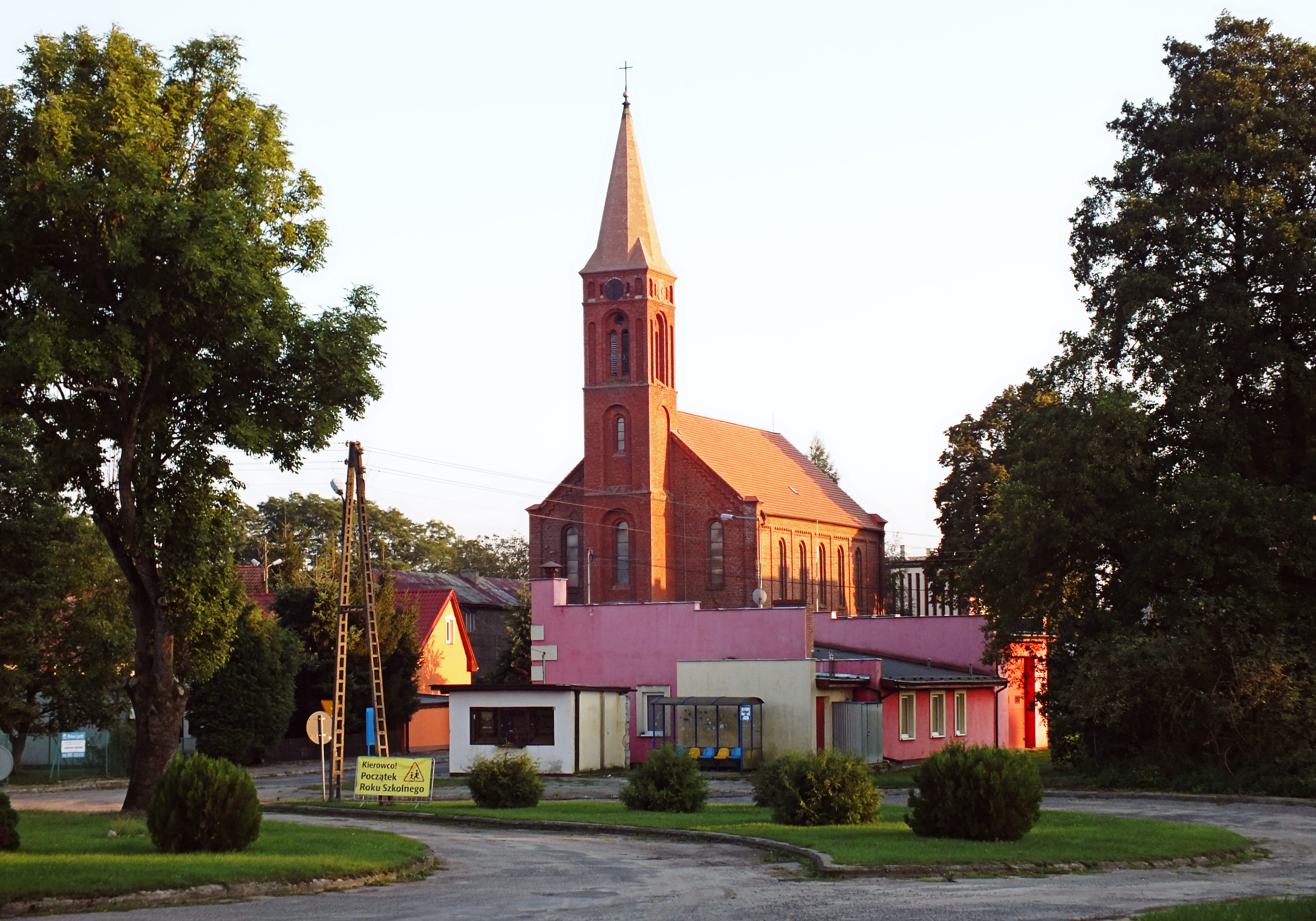
Das Dorfzentrum mit der Kirche

Kąkolewo (deutsch: Konkolewo) ist ein Dorf in der Woiwodschaft Großpolen, im Powiat Grodziski, in der Gemeinde Grodzisk Wielkopolski. Der Ort liegt 10 Kilometer westlich von Grodzisk Wielkopolski und 51 Kilometer westlich von Posen.
Das erste Mal wurde Konkolewo im Jahre 1415 erwähnt. 1720 bekam der Ort das Privileg einer hauländischen Siedlung (Konkolewo Hauland). Nach dem Großfeuer im Jahre 1880 wurden fast alle Häuser im Ort massiv gebaut.  Bei der Volkszählung im Jahre 1905 wurden 791 Bewohner gezählt, davon 743 waren evangelisch und 42 katholisch, von letzteren gaben 33 deutsch als Muttersprache und neun polnisch an.  Sehenswert ist hier die ehemalige evangelische Dorfkirche, die im Jahre 1862 eingeweiht wurde. Nach 1945 dient sie den Katholiken und steht unter Denkmalschutz. Der Ort hat auch eine Grundschule.